# Каскада „Петрохан“
Вижте пояснителната страница за други значения на Петрохан.
Каскада „Петрохан“ е водноелектрическа каскада в западна България, разположена в Петроханския проход на Западна Стара планина.
Включва система от събирателни канали, три изравнителя (малки язовири) – „Петрохан“, „Остра чука“ и „Клисура“ – и три водноелектрически централи (ВЕЦ) – ВЕЦ „Петрохан“, ВЕЦ „Бързия“ и ВЕЦ „Клисура“. Централите и напорните им деривации са собственост на „Енерго-Про България“, а останалите хидротехнически съоръжения – на Националната електрическа компания.
Основната част от каскадата е в землището на село Бързия в община Берковица, но част от събирателните канали довеждат води и от общините Годеч и Своге. Така тя използва води от водосборните басейни на Огоста, Нишава и Искър.

## Структура

### Първо стъпало
Най-високата част от каскадата е система от водохващания и събирателни канали, улавящи води от няколко поречия над кота 1400 m. Събирателен канал „Сребърна“ е разположен западно от Петроханския проход, започвайки северно от Годеч, и има дължина 18,48 km, от които 2,3 km в тунели, и разположени по нея 13 алпийски водохващания, като капацитетът при вливането му в събирателен канал „Гински“ е 0,780 m³/s. В „Гински“ се влива и малкият събирателен канал „Пробен“ с дължина 705 m, две водохващания и капацитет 0,100 m³/s. Канал „Гински“ започва от горното течение на Гинска река, събира водите от 8 алпийски водохващания и има дължина 5710 m, от които 196 m в тунел, и капацитет при вливането в изравнител „Петрохан“ от 1,300 m³/s.
Източно от Петроханския проход е изграден събирателният канал „Искрецки“, улавящ с 8 алпийски и 2 шахтови водохващания водите на поредица притоци на Искрецка река. Той има дължина 17,9 km, включително два тунела с обща дължина 1,7 km, и капацитет при вливането си в изравнител „Петрохан“ от 0,689 m³/s.
Изравнител „Петрохан“ е построен на 1402 m надморска височина в седловината в най-високата част на Петроханския проход и събира и изравнява водите от събирателните канали „Гински“ и „Искрецки“. Образуван е с три насипни диги от североизток, северозапад и югозапад, чиято обща дължина по короната е 860 m. Преливникът му е траншеен, разположен до водовземането в северния ъгъл. Езерото има площ 4,3 ha и максимален обем 140 хиляди m³. Завършен е през 1957 година, а през 2001 година е основно ремонтиран, като са отстранени значителните дотогавашни загуби на води от филтрация.
Водите от изравнителя „Петрохан“ се подават по слабонапорен канал с дължина 2221 m и капацитет 1,900 m³/s до водната кула на ВЕЦ „Петрохан“. От кулата водите продължават по открит стоманен напорен тръбопровод с дължина 1358 m. Централата използва пад от 539 m и има два агрегата с турбини тип „Пелтон“ и обща мощност 8,03 MW. Пусната е в експлоатация през 1956 година.

### Второ стъпало
В дългата около 100 m долна вада на ВЕЦ „Петрохан“ се влива събирателният канал „Стругарница“. Той е изпълнен от стоманобетонни тръби с диаметри 40 – 100 cm и има дължина 29,0 km с 23 алпийски водохващания и капацитет 1,270 m³/s. Заедно с вадата той се влива в събирателния канал „Бързия“, който има 5 собствени алпийски водохващания, дължина 5664 m и капацитет 3,800 m³/s. Той се влива в изравнителя „Остра чука“, заедно със събирателния канал „Заножене“ (дължина 1852 m и капацитет 0,100 m³/s).
Изравнител „Остра чука“ се намира на кота 860 m и е ограден със земнонасипни диги, като строителството му завършва през 1957 година. Обемът му е 26 хиляди m³ и има сифонен преливник с капацитет 2,80 m³/s. От него водите преминават по слабонапорен канал с дължина 859 m до високата 16,5 m водна кула.
ВЕЦ „Бързия“ е разположен на 3 km от село Бързия и е пусната в експлоатация през 1956 година. В централата са монтирани две турбогрупи тип „Пелтон“ с мощност 5,84 MW. Водите се подават в централата от водната кула по дълъг 610 m открит стоманен напорен тръбопровод, а се изливат от нея направо в изравнителя „Клисура“.

### Трето стъпало
Изравнителят „Клисура“ е разположен непосредствено под ВЕЦ „Бързия“. Освен водите от нея в него се вливат и води от съседно водохващане на река Бързия. Той има обем от 48 хиляди m³ и подобно на другите два изравнителя е изграден чрез няколко ограждащи земнонасипни диги. Завършен е през 1957 година.
Водите от изравнител „Клисура“ по слабонапорна деривация до водната кула на ВЕЦ „Клисура“, която има капацитет 4 m³/s и дължина 3702 m, преминаващи 4 тунела и 4 мост-канала. В деривацията се влива и събирателния канал „Долно ширине“, който довежда води от едно водохващане и има дължина 620 m и капацитет 0,120 m³/s. Водната кула е с височина 7 m.
ВЕЦ „Клисура“ е разположен в самото село Бързия и е първата централа от каскадата, пусната в експлоатация през 1953 година. В централата са монтирани две турбогрупи тип „Францис“ с мощност 3,65 MW. Водите се подават в централата от водната кула по дълъг 262 m открит стоманен напорен тръбопровод, а се изливат към снабдителен канал, отвеждащ ги в използвания за водоснабдяване язовир Среченска бара.

## История
За електроснабдяването на Врачанско възниква необходимостта от изграждане на енергийни мощности с наложилото се тогава използване на водна сила. През 1946 г. в Главната дирекция на електрификацията се разработва идеен проект от инж. Христофор Байданов за водноелектрическа каскада, използваща водите на река Бързия, която включва 4 електроцентрали.
Изборът на тази част от Стара планина за такова строителство не е случаен. Благоприятен е фактът от наличието на път в планината с шосейната връзка с Монтана и София. Освен това този регион е сред най-валежните места в България с годишна валежна сума 1061 mm. Това е причината проходът да е сред местата с най-голям отточен коефициент – 0,6, което на практика е 30 l/s отток вода в речната отводнителна система.
Строителството започва през 1947 г., без да се осъществят задълбочени теренни проучвания поради наличието на голяма мрежа от събирателни канали. През есента на 1949 г. започнатото строителство на първите 2 централи – „Петрохан“ и „Бързия“, е спряно поради свлачище. Това налага нови задълбочени проучвания и препроектиране от колектив на „Енергохидропроект“.
През 1957 г. завършва строителството на Петроханската каскада.
Към 2022 година предвиденото строителство на четвъртото стъпало на каскадата ВЕЦ „Берковица“ не е реализирано.